# Boriszállás
Boriszállás (horvátul: Boriš, 1948-ig Borisalaš) falu Horvátországban Belovár-Bilogora megyében. Közigazgatásilag Končanicához tartozik.

## Fekvése
Belovártól légvonalban 36, közúton 44 km-re délkeletre, Daruvártól légvonalban 10, közúton 14 km-re északnyugatra, községközpontjától 3 km-re északnyugatra, Nyugat-Szlavóniában, az Ilova bal partja melletti halastavak partján, a Grabovac-patak torkolatánál fekszik.

## Története
A település a 20. század elején keletkezett, amikor az olcsó földterületek miatt és a jobb megélhetés reményében főként magyar lakosság telepedett le itt és Boriszállásnak nevezte el. Lakosságát 1910-ben számlálták meg önállóan, ekkor 92 lakosa volt. 1910-ben a népszámlálás adatai szerint lakosságának 65%-a magyar, 27%-a szerb, 7%-a horvát anyanyelvű volt. A szerb-horvát-szlovén állam, majd később (1929-ben) Jugoszlávia része lett. A két világháború között a magyar lakosság eltávozott, helyükre a szomszédos falvakból főként csehek és horvátok költöztek. 1941 és 1945 között a németbarát Független Horvát Államhoz, háború után a település a szocialista Jugoszláviához tartozott. 1981-től számít önálló településnek. 1991-től a független Horvátország része. 1991-ben lakosságának 60%-a cseh, 26%-a horvát nemzetiségű volt. 2011-ben a településnek mindössze 8 lakosa volt.

## Lakossága
| Lakosság változása | Lakosság változása | Lakosság változása | Lakosság változása | Lakosság változása | Lakosság változása | Lakosság változása | Lakosság változása | Lakosság változása | Lakosság változása | Lakosság változása | Lakosság változása | Lakosság változása | Lakosság változása | Lakosság változása | Lakosság változása |
| ------------------ | ------------------ | ------------------ | ------------------ | ------------------ | ------------------ | ------------------ | ------------------ | ------------------ | ------------------ | ------------------ | ------------------ | ------------------ | ------------------ | ------------------ | ------------------ |
| 1857               | 1869               | 1880               | 1890               | 1900               | 1910               | 1921               | 1931               | 1948               | 1953               | 1961               | 1971               | 1981               | 1991               | 2001               | 2011               |
| 0                  | 0                  | 0                  | 0                  | 0                  | 92                 | 117                | 51                 | 48                 | 59                 | 57                 | 47                 | 40                 | 43                 | 24                 | 8                  |